# もみの家
『もみの家』（もみのいえ）は、2020年3月20日公開の日本映画。主演は南沙良。
不登校になった少女が自立支援施設「もみの家」に入居しさまざまな出会いを通して成長していくヒューマンドラマ。
監督の坂本欣弘もこの作品の舞台となった富山県の出身で、もみの家は、富山市にある「NPO法人北陸青少年自立援助センター（Peaceful House はぐれ雲）」がモデルになっている。

## あらすじ
東京で両親と暮らす16歳の本田彩花は、場に溶け込めないことに悩みを抱え、周りから嫌われないよう過ごしているうちに心を閉ざし不登校になってしまった。心配した母の勧めで彩花は富山の農村にある自立支援施設「もみの家」に入ることとなる。もみの家では彩花と同じようにさまざまな問題を抱える若者たちが合宿生活を行い、朝早く起きて農作業をする生活を送っている。周りの人々の温かさや豊かな自然に囲まれ、季節が過ぎさまざまな経験をしながら彩花も次第に自分自身と向き合うようになる。

## キャスト
本田彩花
演 - 南沙良
16歳の高校生。
佐藤泰利
演 - 緒形直人
自立支援施設「もみの家」の経営者。
恵
演 - 田中美里
泰利の妻。
梶原淳平
演 - 中村蒼
「もみの家」のOB。
朋美
演 - 渡辺真起子
彩花の母。
隆司
演 - 二階堂智
彩花の父。
丹保繁
演 - 菅原大吉
太見ハナエ
演 - 佐々木すみ江
聡志
演 - 島丈明
「もみの家」の寮生。
伴昭
演 - 上原一翔
「もみの家」の寮生。
晋哉
演 - 二見悠
「もみの家」の寮生。
麗奈
演 - 金澤美穂
「もみの家」の寮生。
萌絵
演 - 中田青渚
「もみの家」の寮生。

## スタッフ
- 監督 - 坂本欣弘
- 脚本 - 北川亜矢子
- 製作 - 松下康平、岡本東郎、坂本麻衣、河合常晴、堀江泰、黒江圭太、定井勇二、渡邉直哉
- プロデューサー - 末吉太平、髭野純
- 録音 - 小牧将人
- 美術 - 中居崇
- 衣装 - narumi
- ヘアメイク - SAYURI（アトリエNoel）
- 音楽 - 未知瑠
- 主題歌 - 羊毛とおはな「明日は、」（LD&K）[5]
- 助監督 - 米倉祐依
- キャスティング - 渡邉直哉
- 制作プロダクション - コトリ
- 製作 - 「もみの家」製作委員会
- 配給 - ビターズ・エンド

## 受賞
- 第42回ヨコハマ映画祭（2020年度）
  - 助演男優賞（緒形直人）[6]